# تشو تاي يول
تشو تاي يول (بالكورية: 조태열؛ من مواليد 10 نوفمبر 1955) هو دبلوماسي كوري جنوبي يشغل منصب وزير الخارجية منذ 9 يناير 2024.